# سعد الديداني
سعد الديداني مواليد 6 يوليو 1985 في، السعودية، هو لاعب كرة قدم سعودي .
لعب سابقاً مع نادي الدرعية ونادي المجزل ونادي الكوكب .

## روابط خارجية
- سعد الديداني على موقع Soccerway.com (الإنجليزية)